# مهارات البحث
مهارات البحث أو المهارات البحثية (بالإنكليزية: Search Skills): هي قدرة الشخص على إيجاد جواب لسؤال ما أو حل لمشكلة معينة، تشمل مهارات البحث القدرة على جمع معلومات حول الموضوع، وتحليلها وتفسيرها بطريقة تقودنا إلى الحل أو الإجابة الصحيحة.
تعد مهارة إجراء البحث مهارة حياتية مفيدة للغاية يمكن أن تساعد الناس على جمع المعلومات وتحليلها وبناء المعرفة والتفكير النقدي وتحسين عقولهم. 
قد تجعل ثروة المعلومات المتاحة لنا وسهولة الوصول إليها عبر الهواتف أو أجهزة الكمبيوتر المحمولة الخاصة بنا البحث وكأنه مهمة مباشرة. لكن الحجم الهائل للمصادر ومخاطر الأخبار الكاذبة والتحريف الإعلامي والمعلومات الغير صحيحة يتطلب من الشخص تطوير المهارات المناسبة للعثور على ما يبحث عنه.

## نصائح أساسية لتحسين مهارات البحث
- أسال أسئلة جيدة ومُحددة
- أكتب الأسئلة التي تريد أيجاد حل لها
- أكتب مصادرك وأحرص أن تكون موثوقة
- ضَيّق مجال بحثك باستعمال المصادر
- كُن صبوراً
- تدرّب بإستمرار

## أنواع واستعمالات مهارات البحث
- حل المشكلات
- الاعتناء بالتفاصيل
- كتابة التقارير
- تطوير منتجات
- التعرف على الجديد في كل مجال ومواكبة التغييرات
- تحسين فعل معين (مثل تحسين تنظيم الوقت عن طريق البحث عن طرقها)
- جمع البيانات
- العثور على معلومة عبر الإنترنت

## أهمية مهارات البحث

### للطلبة الأكاديميين
يحتاج الطلبة الأكاديميين بغض النظر عن مستواهم الدراسي إلى مهارة البحث أكثر من غيرهم لعرض عمل التقارير العلمية والبحث عن المادة العلمية والمصادر التي تحتاجها بحوثهم.

### للباحثين عن عمل
العديد من المهارات المتعلقة بالبحث هي أيضًا كلمات رئيسية مهمة يبحث عنها أصحاب العمل في السيرة الذاتية، يمكن عرض هذه المهارات في السيرة الذاتية وخطاب التقديم.
و في حال حصولك على مقابلة عمل يمكنك أيضا البحث عن الشركة التي ستجري المقابلة لغرض الأستعداد.

### للموظفين وأصحاب العمل
مهارات البحث ضرورية لأصحاب العمل لأنها تساعد الشركة على تطوير منتجات أو خدمات جديدة، وتحديد احتياجات العملاء ورغباتهم، وتحسين ما يفعلونه، ومواكبة التغييرات في صناعتهم والمنافسة في أسواقهم.

### لغير ذلك
العديد من الأشخاص مثل المتعلمين الذاتيين والأشخاص الذين يمتلكون حب الفضول والأطلاع سيحتاجون إلى مهارة البحث لتلبية متطلباتهم

## أدوات وطرق
- محركات البحث (مثل كوكل وبينغ)
- محركات البحث الاكاديمية (أشهرهم كوكل سكولر)
- الانترنت
- كتب
- الدراسات الاستقصائية
- المجلات العلمية (Journals)
- الدراسات والبحوث العلمية
- المقالات
- التجارب
- المقابلات مع الخبراء
- ويكيبيديا
- امناء المكاتب